# Zambski Kościelne
Zambski Kościelne – wieś (dawniej miasto) w Polsce położona w województwie mazowieckim, w powiecie pułtuskim, w gminie Obryte. Ma status sołectwa.
Zambski uzyskały lokację miejską w 1428 roku, zdegradowane przed 1578 rokiem. W latach 1975–1998 miejscowość administracyjnie należała do województwa ostrołęckiego.
| SIMC    | Nazwa     | Rodzaj    |
| ------- | --------- | --------- |
| 0515690 | Mroczek   | część wsi |
| 0515709 | Wieraszka | część wsi |

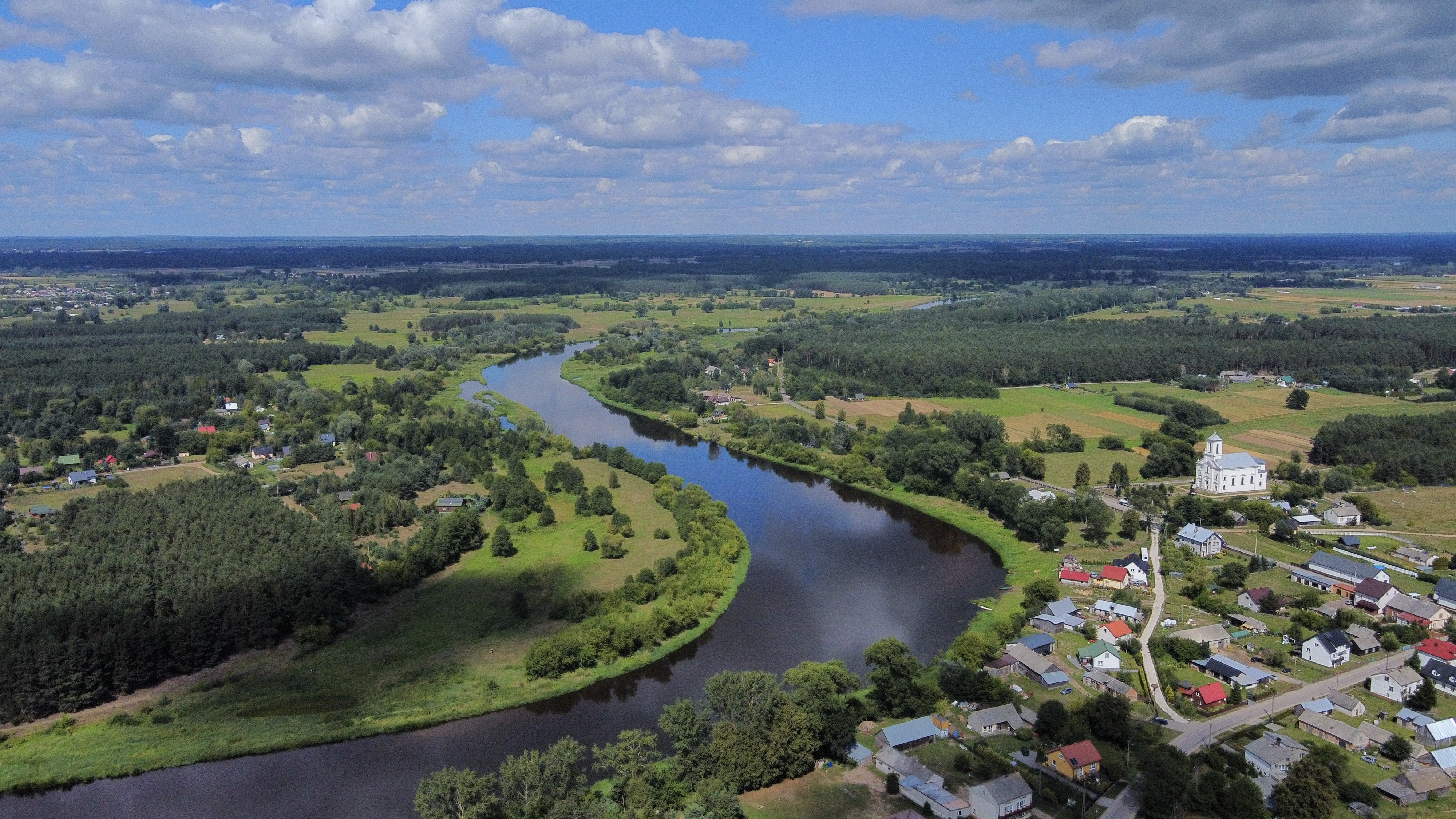
Zambski z lotu ptaka

Zambski Kościelne to oddalona od Warszawy o ok. 70 km miejscowość w gminie Obryte nad Narwią koło Pułtuska na obrzeżach Puszczy Białej. Nazwa wsi prawdopodobnie pochodzi od słowa zębrska (dialekt mazowiecki ma ã w miejscu ogólnopolskiego ę), a to od staropolskiego ząbr "żubr" (por. Zambrów). Była to osada obronna i przyczółek dla kasztelanów pułtuskich przed najazdami Jaćwingów, Prusów i Rusinów. Prawdopodobnie powstała w tym samym okresie, co Pułtusk. 
Pierwsze wzmianki o istnieniu wsi na terenie międzyrzecza Bugu i Narwi pochodzą z 1203. Jest to dokument księcia Konrada Mazowieckiego będący opisem uposażenia biskupa płockiego.Wieś jest siedzibą rzymskokatolickiej parafii św. Wojciecha.
Pierwszy kościół w Zambskach istniał prawdopodobnie już w XI lub XII wieku (w obrębie grodu). W 1253 biskup Andrzej II oddał wieś Zambski wraz z kościołem zakonowi benedyktynów płockich i utworzył prepozyturę zakonną. W 1368 miał miejsce najazd Litwinów. Kościół został spalony, jednak benedyktyni szybko odbudowali swoje posiadłości. Budowali spichlerze, spławiali zboże i drewno do Gdańska. Dzięki staraniom właścicieli Zambski Kościelne otrzymały prawa miejskie w 1428. Prawa te utraciły po 100 latach. W posiadaniu benedyktynów wieś była do 1825. Ze względu na strategiczne położenie wieś była systematycznie niszczona w czasie wojen szwedzkich w 1655, wojny północnej, I i II wojny światowej, wojny polsko-bolszewickiej. Na cmentarzu parafialnym w Zambskach znajduje się mogiła zbiorowa około 300 żołnierzy 5 pułku piechoty Legionów Józefa Piłsudskiego "Zuchowaci" z Wilna, którzy polegli w dniach 6 i 7 września 1939.
Obecnie Zambski Kościelne to wypoczynkowa miejscowość z wieloma trasami rowerowymi i miejscami do wędkowania. W miejscowości znajdują się dwa obiekty wpisane do rejestru zabytków. Są to: kościół parafialny pod wezwaniem św. Wojciecha z lat 1896–1900 (nr rej.: A-342 z 2 lutego 1982) oraz najstarsza część cmentarza rzymskokatolickiego (nr rej.: A-343 z 30 stycznia 1986).